# James Main
James Main (West Calder, 29 maggio 1886 – Edimburgo, 29 dicembre 1909) è stato un calciatore britannico, di ruolo difensore.

## Carriera
Dopo aver trascorso le giovanili nel Motherwell, nel 1904 trovò ingaggio negli Hibernian. Trovò regolarmente posto nella squadra titolare, tanto da meritare una chiamata con la nazionale scozzese, con la quale debuttò il 15 marzo 1909 contro l'Irlanda valida per il Torneo Interbritannico 1909 e vinta 5-0. Giocò anche per la rappresentativa di lega inglese.
La vita di Main si interruppe improvvisamente per una perforazione intestinale, causata da un calcio all'addome da parte di Frank Branscombe, esterno sinistro del Partick Thistle, durante una partita disputata il giorno di Natale del 1909 al Firhill Stadium. Main concluse regolarmente la gara, ma la sera fu ricoverato in ospedale dove fu subito chiara la gravità delle lesioni interne. Main fu operato d'urgenza e con successo, ma le sue condizioni peggiorarono e spirò quattro giorni dopo l'incontro.

## Statistiche

### Cronologia presenze e reti in nazionale
| Cronologia completa delle presenze e delle reti in nazionale ― Scozia | Cronologia completa delle presenze e delle reti in nazionale ― Scozia | Cronologia completa delle presenze e delle reti in nazionale ― Scozia | Cronologia completa delle presenze e delle reti in nazionale ― Scozia | Cronologia completa delle presenze e delle reti in nazionale ― Scozia | Cronologia completa delle presenze e delle reti in nazionale ― Scozia | Cronologia completa delle presenze e delle reti in nazionale ― Scozia | Cronologia completa delle presenze e delle reti in nazionale ― Scozia |
| Data                                                                  | Città                                                                 | In casa                                                               | Risultato                                                             | Ospiti                                                                | Competizione                                                          | Reti                                                                  | Note                                                                  |
| --------------------------------------------------------------------- | --------------------------------------------------------------------- | --------------------------------------------------------------------- | --------------------------------------------------------------------- | --------------------------------------------------------------------- | --------------------------------------------------------------------- | --------------------------------------------------------------------- | --------------------------------------------------------------------- |
| 15-3-1909                                                             | Glasgow                                                               | Scozia                                                                | 5 – 0                                                                 | Irlanda                                                               | Torneo Interbritannico 1909                                           | -                                                                     |                                                                       |
| Totale                                                                |                                                                       | Presenze                                                              | 1                                                                     |                                                                       | Reti                                                                  | 0                                                                     |                                                                       |